# Mihail Șerban (scriitor)
Mihail Șerban (n. 18 august 1911, Fălticeni, Suceava, România – d. 9 iulie 1994, București, România) a fost un prozator român.

## Biografie
S-a născut la Fălticeni, în familia funcționarului Gheorghe Șerban și al soției sale, Elena (născută Verner). Era înrudit cu Mihail Sadoveanu. A urmat școala primară și Liceul Nicu Gane (1923-1930) din Fălticeni, apoi a studiat timp de doi ani (1930-1932) la Facultatea de Drept a Universității din Iași. Apoi, el a abandonat studiile și a devenit gazetar, stabilindu-se la București ca urmare a încurajării lui Eugen Lovinescu. A avut succesiv sau simultan mai multe locuri de muncă: bibliotecar și ajutor de secretar la Liceul Mihai Viteazul (1934-1937), colaborator și redactor la ziarele Adevărul și Dimineața (1935-1938), redactor la revista România a lui Cezar Petrescu (1938), funcționar la Subsecretariatul de Stat al Propagandei (1938-1947), inspector la Direcția Teatrelor și apoi la Direcția literară din Ministerul Artelor și Informațiilor (1947-1948), redactor al revistelor Călăuza bibliotecarului și Îndrumătorul cultural (1949-1957), bibliograf la Biblioteca Centrală de Stat (până în 1967).

## Activitatea literară
Șerban a debutat cu o schiță în revista Zori de zi a liceului „Nicu Gane”, apoi a publicat poezii și proză în Gazeta noastră în 1930. De asemenea, el a mai colaborat la Înmuguriri, Universul literar, Adevărul literar și artistic, Vremea, Viața Românească, Revista Fundațiilor Regale, Cuvântul liber și Reporter, semnând și cu pseudonimul Mihail Șerban – Crângul. A frecventat, de asemenea, cenaclul literar Sburătorul al lui Eugen Lovinescu. A fost membru al Societății Scriitorilor Români din 1937.
A scris numeroase volume de povestiri (Nunta de argint, 1938; Câinii, 1939; Cântecul uitat, 1943; Furtună, 1947; Când doarme pământul, 1948) și romane (Idolii de lut, 1935; Infirmii, 1936; Grădina lui Dumnezeu, 1940; Sanda, 1941; Casa amintirilor, 1942; Fete bătrâne, 1946; Pâinea inimii, 1949; Pământ și oameni, 1957; Circul, 1972). Unele au apărut în mai multe ediții, în timp ce altele au obținut premii: Premiul Soc. Scriitorilor Tineri pentru romanul Infirmii în 1936 și pentru volumul de nuvele Nunta de argint în 1939; Ministerul Artelor i-a acordat Premiul „I. Al. Brătescu-Voinești” în 1942 pentru Casa amintirilor.
Primul roman, Idolii de lut (1935), prezintă activitatea profesorului Sava Savel (Vasile Ciurea) care a fondat Muzeul Fălticenilor, îndeplinidu-și visul de colecționar, în timp ce romanele următoare descriu căutările unei generații. Romanul Infirmii (1936) are accente naturaliste și prezintă o lume morbidă populată de oameni ce suferă de boli organice și boli sufletești ciudate: cocoșata Tania, semiplegicul Ipcar, bolnava de plămâni Lily și hermafrodita Molca. Criticul Eugen Lovinescu, originar tot din Fălticeni, afirma că scrierile interbelice ale lui Mihail Șerban evocă „aspecte provinciale, ale vieții umile, în ton liric”, iar romanul Infirmii conține „un material uman bogat, aruncat cu risipă de un tânăr ce nu-și face rezerve; progresul trebuie să se împlinească în sensul psihologizării acestui material”. Într-o notă similară, criticul Ov. S. Crohmălniceanu, care-i dedică cinci rânduri în volumul Literatura română între cele două războaie mondiale (1972), scria că în volumele Idolii de lut (1935), Infirmii (1936), Nunta de argint (1938), Grădina lui Dumnezeu (1940) și Sanda (1941) defilează „o umanitate alcătuită aproape exclusiv din ființe anormale, cocoșați, epileptici și ftizici”.
Personajele romanului Fete bătrâne (1946) sunt nouă funcționare dintr-un birou cenușiu al unui minister care nu pot să se integreze în societate, trăind o viață lipsită de perspectivă sau încheindu-și traiul prin sinucidere; Mircea Iorgulescu afirma în prefața la ediția a III-a apărută la Editura Minerva în 1976 că valoarea acestui roman constă „dintr-o epică de factură sobră, deloc sentimentală”. Două dintre volumele sale evocă atmosfera fălticeneană – Idolii de lut (1935) și Circul (1972). Deși scrierile sale nu au tematică rurală, proza lui Șerban se încadrează în tradiția sămănătoristă prin lirismul său și prin atașamentul față de natură.
Volumul său de memorii Amintiri (1969) evocă mai mulți scriitori interbelici precum Mihail Sadoveanu, Eugen Lovinescu, Artur Gorovei, Ion Dragoslav, F. Aderca, Bogdan Amaru, Sărmanul Klopstok, Damian Stănoiu și Ionel Teodoreanu.

## Distincții
- Ordinul „Steaua Republicii Populare Romîne” clasa a III-a (16 ianuarie 1961) „cu prilejul împlinirii a 50 de ani de la naștere și pentru merite deosebite în activitatea obștească”[5]

## Opera
- Idolii de lut, roman, Ed. Cartea Românească, București, 1935;
- Infirmii, roman, Ed. Adeverul, București, 1936;
- Nunta de argint, nuvele, Ed. Cugetarea, București, 1938;
- Câinii, nuvele, Ed. Vremea, București, 1939;
- Grădina lui Dumnezeu, roman, Ed. Socec, București, 1940 (ed. a II-a, 1942);
- Romanul adolescentelor, roman, București, Ed. Cultura Românească, 1941;
- Sanda, roman, București, Ed. Cultura Românească, 1941 (ed. a IV-a, Ed. Cultura Națională, București, 1946; ed. a II-a revăzută, Ed. Eminescu, București, 1971);
- Casa amintirilor, roman, I-II, Ed. Cultura Românească, București, 1942;
- Cântecul uitat, nuvele, Ed. Cultura Românească, București, 1943;
- Fete bătrâne, roman, Ed. Vatra, București, 1946 (ed. a II-a, Ed. pentru literatură, București, 1968; ed. a III-a, revăzută de autor, pref. de Mircea Iorgulescu, Ed. Minerva, București, 1976);
- Furtună, nuvele, Editura de Stat, București, 1947;
- Când doarme pământul, nuvele, București, Bpt, nr. 1471-1472, 1948;
- Pâinea inimii, roman, I-II, Editura de Stat, București, 1949;
- Pământ și oameni, roman, ESPLA, București, 1957;
- Amintiri, Ed. pentru literatură, București, 1969;
- Circul, roman, Ed. Cartea Românească, București, 1972.